# International Finance Centre (Hong Kong)
International Finance Centre (國際金融中心) , souvent abrégé en IFC, est un gratte-ciel et complexe commercial situé à Hong Kong dans le district de Central and Western.
Point de repère important sur l'île de Hong Kong, l'IFC se compose de deux gratte-ciel, du centre commercial IFC et du Four Seasons Hotel Hong Kong. La tour 2 est le deuxième plus haut immeuble de Hong Kong avec une hauteur de 415 m, derrière l'International Commerce Center de West Kowloon (en), et le 31ème plus haut gratte-ciel du monde. C'est le quatrième plus haut bâtiment de la région de la Grande Chine et le huitième plus haut immeuble de bureaux au monde, en termes de hauteurs structurelles. Il est de hauteur similaire à l'ancien World Trade Center. La station de métro Airport Express est juste en dessous, et dispose de lignes permettant de rejoindre l'aéroport international de Hong Kong.
IFC est construit par IFC Development, un consortium constitué de Sun Hung Kai Properties, Henderson Land et Towngas, et dont il est la propriété.
En 2003, le Financial Times, HSBC, et Cathay Pacific ont placé une publicité sur la façade qui s'étendait sur plus de 50 étages, couvrant une superficie de 19 000 m² et une longueur de 230 m, ce qui en fait la plus grande du monde publicité jamais installée sur un gratte-ciel.

## Histoire
La tour 1 est également connue sous le nom de 1IFC et écrite en lettres minuscules One ifc. De même, la tour 2 est également connue sous le nom de 2IFC et sous l'inscription Two ifc.
1IFC ouvre ses portes en décembre 1998, vers la fin de la crise économique asiatique. Les locataires étaient la banque ING, Sumitomo Mitsui Banking Corp, Fidelity International (en), la Mandatory Provident Fund Schemes Authority (en) et le Financial Times.
L'autorité monétaire de Hong Kong a acheté 14 étages dans 2IFC, la Hong Kong Mortgage Corporation a signé un bail de 12 ans sur 2 200 m², Nomura Group a accepté de prendre 5 600 m² dans le 2 IFC, et le Financial Times, un locataire également du 1IFC, a pris 900 m². Ernst & Young a pris six étages (du 11e au 18e), soit environ 16 700 m², dans 2IFC, en devenant le plus gros locataire.
2IFC, qui est achevé au plus fort de l'épidémie de SRAS, est initialement disponible à la location entre 25 et 35 HK$ le pied carré. En 2007, alors que l'économie s'améliore, les espaces de bureaux de haute qualité (« Catégorie A ») sont très recherchés et les loyers des baux actuels sont de 150 $ le pied carré en mars 2007.
Les tours de l'IFC apparaissent dans plusieurs films hollywoodiens, dont Lara Croft : Tomb Raider, le berceau de la vie (2003), où Lara Croft saute du 2IFC alors en construction, atterrissant sur un navire dans la baie de Kowloon (en), et The Dark Knight : Le Chevalier noir (2008), où Batman est passé du 2IFC au 1IFC, ainsi que dans Godzilla vs Kong (2021) où se déroule ensuite une scène d'action.

## One International Finance Centre
One International Finance Centre est inauguré le 6 juillet 1998. Il mesure 210 m de haut, compte 39 étages et quatre salles de marché, 18 ascenseurs à grande vitesse dans 4 zones et comprend 72 800 m² de surface. Achevé en 2004, doté d'un design et d'une apparence similaires au Two ifc, il accueille actuellement environ 5 000 personnes.

## Two International Finance Centre

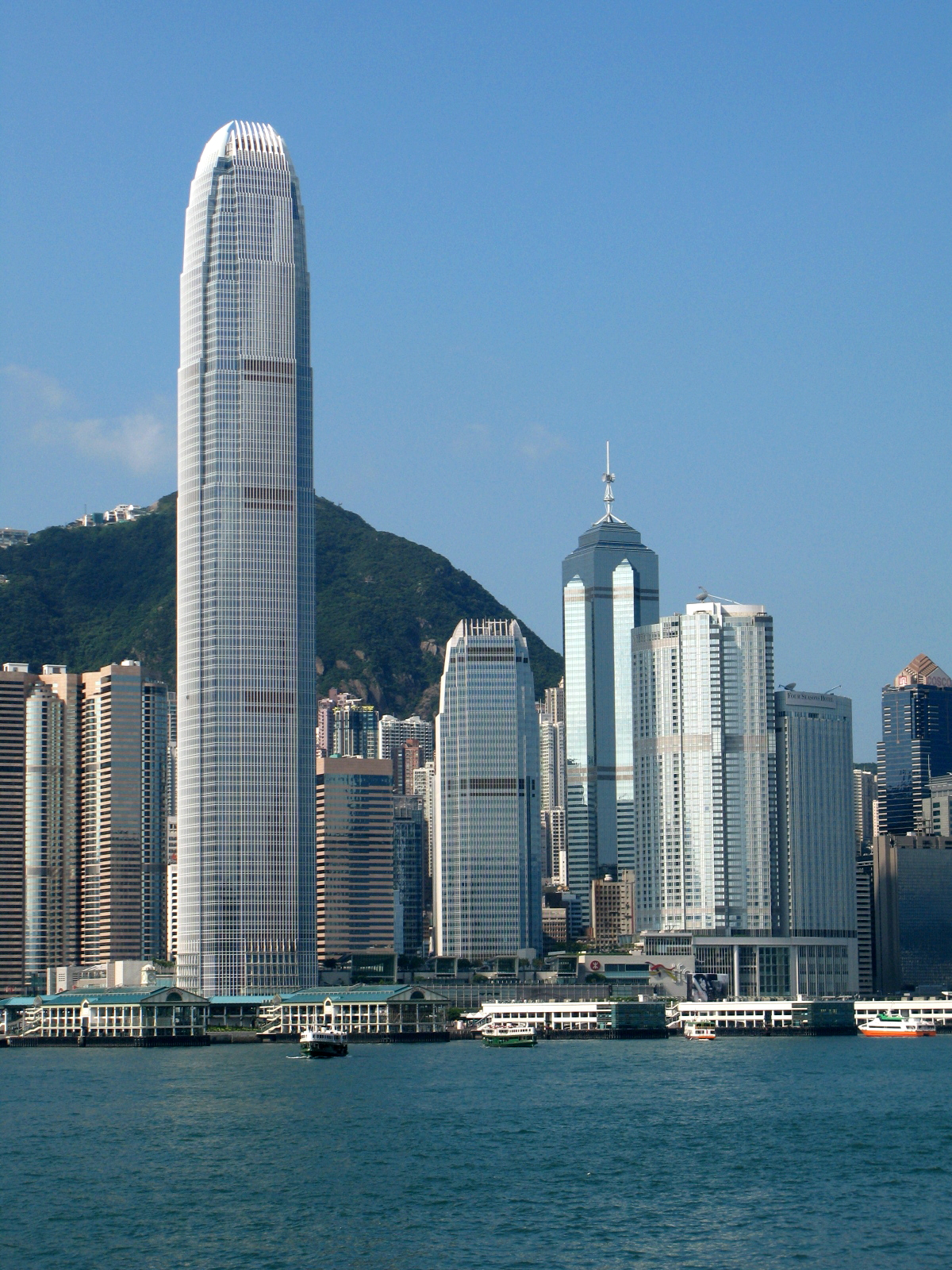
International finance center de jour

Two International Finance Centre, achevé le 18 octobre 2003, est rattaché à la deuxième phase du centre commercial ifc. Ce bâtiment de 415 mètres de haut, actuellement le deuxième plus haut de Hong Kong, est cité comme ayant 88 étages et 22 salles de marchés, ce qui est considéré comme extrêmement propice dans la culture cantonaise. Il est cependant en deçà du nombre magique, car les « étages tabous » comme le 14e et le 24e sont omis sont considérés comme étant de mauvais augure car en cantonais et en mandarin, le mot « 4 » a la même prononciation que le mot « mort ».
Le gratte-ciel est conçu pour accueillir des institutions financières, comme par exemple l'autorité monétaire de Hong Kong qui est située au 55e étage. Il est équipé de télécommunications avancées, de planchers surélevés pour une gestion flexible du câblage et de plans d'étage presque sans colonnes. Le bâtiment est censé pouvoir accueillir jusqu'à 15 000 personnes. C'est l'un des rares au monde à être équipé d'ascenseurs à deux étages (en).
Les 55e, 56e et 77e à 88e étages sont achetés par l'autorité monétaire de Hong Kong au coût de 3,7 milliards HK$ en 2001. Une zone d'exposition, contenant actuellement une exposition sur l'histoire monétaire de Hong Kong, et une bibliothèque du centre d'information de l'autorité monétaire de Hong Kong occupe le 55e étage et est ouverte au public pendant les heures de bureau.
Malgré la pratique courante à Hong Kong de nommer les bâtiments d'après ses locataires importants, les propriétaires ont décidé de ne pas autoriser le changement de nom du bâtiment.

## Four Seasons Hotel Hong Kong
Le Four Seasons Hotel est un hôtel de luxe construit à proximité de l'IFC 1 et 2. Il est achevé et inauguré en octobre 2005. L'hôtel de 206 m de haut et de 60 étages en bord de mer est le seul Four Seasons Hotel de Hong Kong. Il dispose de 399 suites et 519 appartements avec services, ainsi que d'un restaurant français Caprice (en) et d'un spa.

## Centre commercial IFC
Centre commercial de luxe de 74 000 m² sur 4 étages avec de nombreuses marques et une grande variété de restaurants, il accueille entre autres Lane Crawford, PALACE Cinema, C!ty'super (en), et le premier Apple Store officiel. En mai 2018, le premier restaurant Shake Shack ouvre ses portes dans le centre commercial.